# Doucelles
Doucelles – miejscowość i gmina we Francji, w regionie Kraj Loary, w departamencie Sarthe.
Według danych na rok 1990 gminę zamieszkiwało 165 osób, a gęstość zaludnienia wynosiła 37 osób/km² (wśród 1504 gmin Kraju Loary, Doucelles plasuje się na 1081. miejscu pod względem liczby ludności, natomiast pod względem powierzchni na miejscu 1191.).